# Música country
A música country (ou simplesmente country) é um gênero de música popular dos Estados Unidos, originado no sul do País na década de 1920. O estilo tem suas raizes no sudeste dos Estados Unidos, como a música tradicional (especialmente a música do povo dos Apalaches) e blues. As melodias do blues têm sido amplamente utilizadas em toda a sua história. A música country consiste frequentemente em baladas e melodias de dança, geralmente formas e harmonias simples acompanhadas de instrumentos de corda, tais como banjo, guitarra acústica, dobro e violino, bem como harmônica. De acordo com Lindsey Starnes, o termo música country ganhou popularidade na década de 1940. O termo country é usado hoje para descrever muitos estilos e subgêneros. As origens da música country são a música tradicional da classe trabalhadora americana, que misturava canções populares e melodias celtas e irlandesas do fiddle, baladas tradicionais inglesas, canções de cowboy e várias tradições musicais de imigrantes europeus.
A cidade de Nashville, no Tennessee, é conhecida como a "capital da música country", por ser sede de diversas gravadoras do gênero, e onde se realizaram os mais célebres festivais desse estilo musical.
No Brasil, o cantor baiano Bob Joe, de Caculé, é considerado um dos pioneiros na introdução da música country no país.

## Lista de artistas
A lista a seguir inclui artistas de diversos subgêneros da música country, incluindo country rock, country pop, country alternativo, country folk, outlaw country, bro-country, bluegrass, entre outros.